# 匈牙利—韓國關係
匈牙利—韓國關係（韓語：대한민국-헝가리 관계）是指大韩民国和匈牙利之間历史上与现代的雙邊關係。两国于1989年2月1日建立大使级外交关系，匈牙利是第一个与韩国建交的原東歐社會主義國家，两国邦交的建立也开启了韓國北方外交的大门，此后双边关系友好顺利发展。

## 政治交流

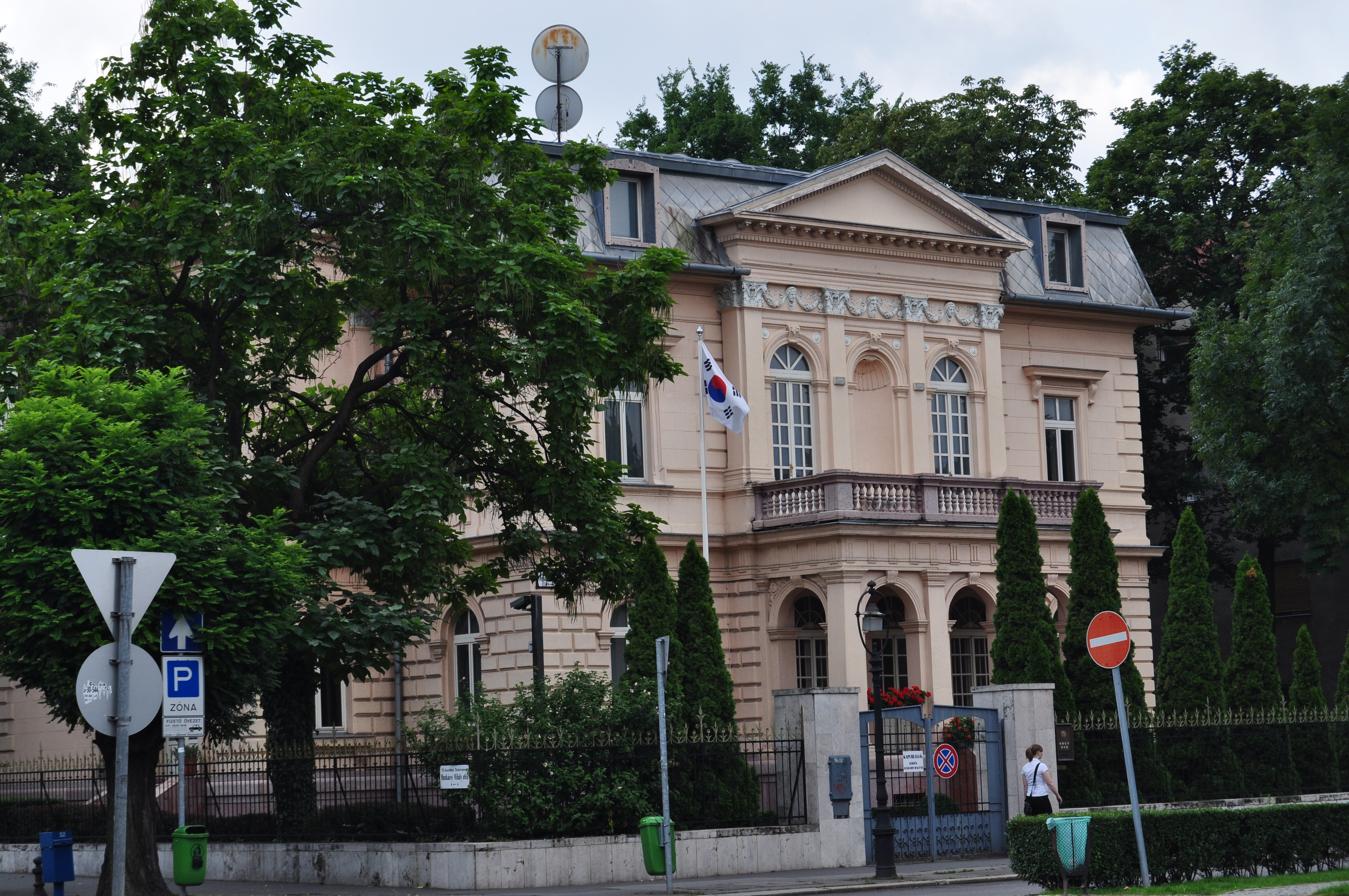
韩国驻匈牙利大使馆馆舍

在1948年大韩民国成立到东欧剧变之前，匈牙利於1948年11月11日承認朝鮮民主主義人民共和國並建交，不承认大韩民国:12。而处于西方集团的大韩民国奉行反共主義，與匈牙利等社會主義國家没有建立正式的外交关系。1988年，卢泰愚就任韩国总统，在外交上实施北方政策，并藉助1988年夏季奧林匹克運動會的機遇，改善与匈牙利在内的東歐社會主義國家间的外交关系。1988年10月，匈牙利与韓國在对方国家互设具有大使馆地位的外交代表机构，以加强双边关系，匈牙利还表示将与韩国正式建交，但此举也激怒了北韓政府，北韓还曾多次抨击匈牙利，认为匈牙利的做法是“背信弃义”的:15。
1989年2月1日，匈牙利与韩国建立大使级外交关系，匈牙利由此成为后者在东欧以及共产主义阵营的首个邦交国:16，两国的建交也是韓國北方政策的初步成果，韓國随后更陆续与波蘭、南斯拉夫等东欧国家建立了邦交，拓寬了韓國外交的空間。
匈牙利放弃共产主义后，其与韩国的双边关系得到了进一步发展。卢泰愚也在1989年11月访问了匈牙利。而匈牙利总统根茨·阿爾帕德也在1990年访问了韩国，开启了双边高层互访。
進入21世紀後，韓國與匈牙利的關係在歐洲一體化的過程中得到了加強，加之匈牙利总理奧班·維克多上任后，力推「向東開放」外交政策，加强与韓國在内的亚洲诸国的外交关系，韓、匈兩國高層互訪變得非常頻繁。在「向東開放」政策下，奥班政府也相当重视与韩国的外交关系，韩国与日本、中国也是匈牙利重点关注的国家:122。2015年4月，匈牙利总统阿戴尔·亚诺什出访韩国，期间，他得到了韩国总统朴槿惠的接见，两国也同意在信息技术工程、汽车零部件、生物、制药等产业领域加强合作，朴槿惠还表示匈牙利改革体制的成功经验值得北韓借鉴，并提示北韓应该放弃核武器，透过学习匈牙利的经验走上发展之路。

## 经贸关系
1988年，韩、匈两国实现了双边关系正常化，与此同时，匈牙利等东欧国家導入了市場經濟體制，韓國也開始加強與這些國家的經貿關係，雙邊貿易額也得到了一定的增加，两国的经贸往来日趋频繁。2011年7月1日，韩国与匈牙利在内的欧盟诸国签署的《欧盟—韩国自由贸易协定》正式生效，一定程度上促进了韩国与匈牙利的经贸往来。2022年，两国间贸易额接近70亿美元，其中韩国处于贸易顺差，主要向匈牙利出口化工产品、机械以及仪器等，出口额超过60亿美元。而匈牙利则主要向韩国出口汽车部件及电子零件等。2019年，韩国超过德国，成为对匈牙利投资最多的国家:129，截至2022年，韩国对匈投资额已达49亿美元。

## 人文交流

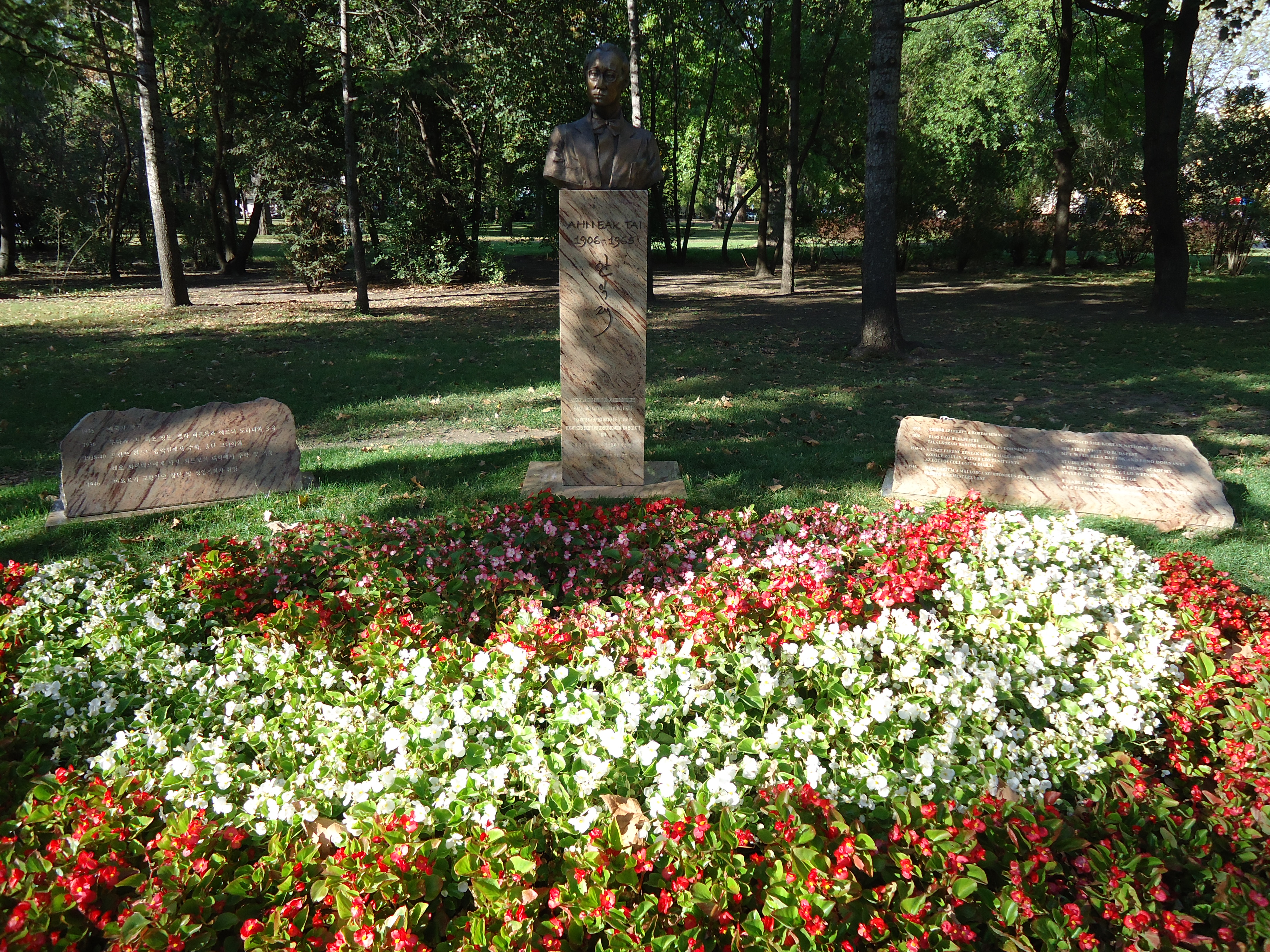
布达佩斯城市公园的安益泰铜像，安氏为韓國国歌《爱国歌》的作曲

自1988年夏季奧林匹克運動會以来，韓、匈双边关系得到了极大的改善。匈牙利的电视台于2008年播出了韩剧《大长今》，这也是韩剧首次在欧洲国家播出，而匈牙利首都布达佩斯的城市公园内则树立有韓國作曲家安益泰的铜像。羅蘭大學等一些匈牙利高等院校也开设了韓國學講座，其中羅蘭大學还拥有一个韓國學系和世宗學堂，以教授韓國語和韓國文化，優秀學生还有機會得到獎學金，從而到韓國留學。另一方面，韩国外国语大学等韓國的大学也設有匈牙利语系。
匈牙利属于歐洲申根區，在《申根協議》下，持韓國護照之韓國公民可以申根區免簽證入境，停留日數與申根區合併計算，每6個月期間內總計可停留90天。而持有歐盟護照的匈牙利公民也可以免簽證的方式入境韓國，停留期限不超过90天。2010年代以来，匈牙利亦已成为韓國公民出国旅游的热门目的地国之一。

### 事件
2019年5月29日，载有南韓「好棒旅行社」的33人中歐9日旅行團的多瑙河觀光船「人魚號」（Hableány）在完成了當晚的「夜遊多瑙河」行程后准备返航靠岸，但在瑪格麗特橋下的橋墩水域被德國籍遊船「維京西格恩號」（MV Viking Sigyn）撞翻，造成28人死亡，其中大部分是韓國旅行團的成员。而肇事的「維京西格恩號」的烏克蘭籍船長尤里（Юрій）则於事发翌日被匈牙利警方逮捕。